# Damiano Giulio Guzzetti
Damiano Giulio Guzzetti MCCJ (* 15. Juli 1959 in Turate, Provinz Como) ist ein italienischer Ordensgeistlicher und römisch-katholischer Bischof von Moroto.

## Leben
Damiano Giulio Guzzetti trat der Ordensgemeinschaft der Comboni-Missionare bei und legte am 25. Mai 1985 die zeitliche Profess ab. Am 27. März 1989 legte er die ewige Profess ab. Guzzetti empfing am 23. September 1989 das Sakrament der Priesterweihe.
Am 20. Februar 2014 ernannte ihn Papst Franziskus zum Bischof von Moroto. Der Erzbischof von Tororo, Emmanuel Obbo AJ, spendete ihm am 24. Mai desselben Jahres die Bischofsweihe; Mitkonsekratoren waren der emeritierte Bischof von Moroto, Henry Apaloryamam Ssentongo, und der Apostolische Nuntius in Uganda, Erzbischof Michael August Blume SVD.